# Пропиленгликол
Пропиленгликола (още и 1,2-пропиленгликол или 1,2-пропандиол) е безцветна, вискозна и силно хигроскопична течност. Той е многовалентен алкохол с две хидроксилни групи. Пропиленгликола е хирално съединение и има два енантиомера. Пропиленгликола е сроден с 1-пропанола (въглеродна верига с три въглеродни атома и една хидроксилна група) и 1,2,3-пропантриола (глицерин, три хидроксилни групи).
Смесва се с вода, ацетон и хлороформ, несмесваем е с мазнини. В индустрията пропиленгликола се получава при хидролизата на пропиленов оксид. Възможно е и получаването от глицерин. Използва се в кремове, пасти за зъби и дезодоранти като овлажнител и омекотител. Среща се в хранителните продукти като овлажнител (Е1520) (в тютюна). Някои видове антифриз съдържат пропиленгликол вместо етиленгликол.